# VirtualDub
버추얼덥(영어: VirtualDub)은 동영상 갈무리 및 편집 프로그램이다. 윈도우 운영 체제를 기반으로 한 컴퓨터에서 동작하며, GPL로 공개되어 있는 자유 소프트웨어다.

## 기능
VirtualDub은 수많은 고급 기능을 갖추고 있다. 다른 영상 처리 기술을 추가하는 플러그인을 사용할 수 있고, 해당 영상 코덱과 소리 코덱이 제대로 설치되어 있어야 *.avi 파일을 처리할 수 있다.
VirtualDub은 마이크로소프트 윈도우 운영 체제에서 동작하도록 제작되었지만, 리눅스와 와인을 이용한 OS X에서도 실행이 가능하다.

### 동영상 갈무리 및 제작
VirtualDub은 디지털 · 아날로그 동영상 편집이 가능하다.

### 편집
VIrtualDub은 동영상에서 원하는 부분을 잘라내거나 새로운 영상을 덧붙일 수 있다. 하지만, 서로 다른 파일의 영상을 혼합하는 것은 할 수 없다. (단, 오디오와 영상 포맷 또는 프레임 레이트, 해상도가 비슷한 파일끼리는 가능하다.)

## 같이 보기
- 비선형 편집 시스템
- AviSynth